# Milan-San Remo 1993
L'édition 1993 de la course cycliste Milan-San Remo s'est déroulée le samedi 20 mars et a été remportée en solitaire par l'Italien Maurizio Fondriest. 
La course disputée sur un parcours de 297 kilomètres est la première manche de la Coupe du monde de cyclisme sur route 1993.

## Classement
| #  | Coureur             | Équipe                |    | Temps           |
| -- | ------------------- | --------------------- | -- | --------------- |
| 1  | Maurizio Fondriest  | Lampre-Polti          | en | 7 h 25 min 37 s |
| 2  | Luca Gelfi          | Mapei                 | +  | 4 s             |
| 3  | Maximilian Sciandri | Motorola Cycling Team |    | 9 s             |
| 4  | Laurent Jalabert    | Once                  |    | 9 s             |
| 5  | Rolf Sørensen       | Carrera Jeans-Tassoni |    | 9 s             |
| 6  | Giorgio Furlan      | Ariostea              |    | 9 s             |
| 7  | Franco Ballerini    | GB-MG Maglificio      |    | 9 s             |
| 8  | Jean-Claude Colotti | Gan                   |    | 9 s             |
| 9  | Davide Cassani      | Ariostea              |    | 9 s             |
| 10 | Mario Cipollini     | GB-MG Maglificio      |    | 9 s             |